# 王振華 (1962年)
王振华（1962年3月18日—），男，江苏武进人，中國企业家，上交所上市公司新城控股集团股份有限公司创始人和前董事长；同时也是港交所上市企业新城发展控股有限公司（港交所：1030）的董事主席兼执行董事，以及新城悦控股有限公司（港交所：1755）的非执行董事。是江苏省第十二届人民代表大会代表、中华全国工商业联合会房地产商会副会长、上海市工商联（总商会）副会长，位列2018年福布斯中国400富豪榜108位。2019年7月1日，王振华因为涉嫌猥亵女童被上海市普陀区警方刑事拘留，7月8日被撤銷第十三届上海市政协委员资格。

## 生平

### 创业致富
王振华于1962年3月18日出生于中国江苏省常州市的武进县（现武进区）。1983年8月他毕业于江苏广播电视大学（现江苏开放大学）机械工程专业，并获得工学学士学位。毕业后，王振华进入江苏省常州市武进第一棉纺厂工作，后担任了车间主任职位。随后他开办了自己的纺织厂——湖塘区织布厂，并担任厂长一职。
王振华在察觉到纺织业进入疲软期后，于1993年7月筹资创办了武进新城投资建设开发有限公司。1996年，该公司被改组为新城控股集团，王振华任董事长职务。
2010年，王振华获国务院授予的全国劳动模范称号。

### 因猥亵儿童罪入狱
2019年7月3日《新民晚报》等媒体披露了上市公司新城控股董事长王振華涉嫌猥亵女童，被采取强制措施的报道引发了全民关注。据澎湃新闻报道：女童阴道有撕裂伤，构成轻伤。
2019年7月3日晚9点，上海市公安局普陀分局在其官方微博发布警情通报：
2019年6月30日22时许，普陀警方接王女士报警，称其女儿被朋友周某某（女，49岁，江苏人）从江苏老家带至上海并入住本市一酒店，后其女儿在房间内遭到一男子猥亵。接报后警方高度重视，迅速开展相关工作。7月1日下午，在警方工作下犯罪嫌疑人王某某（男，57岁，江苏人）至公安机关接受调查。7月2日晚，犯罪嫌疑人周某某至公安机关自首。目前，犯罪嫌疑人王某某、周某某因涉嫌猥亵儿童罪已被普陀警方刑事拘留，案件正在进一步调查中。——上海市公安局普陀分局，7月3日 警情通报
2019年7月5日，财新报道称：“上海市普陀区检察院已提前介入本案，指导和监督公安部门开展调查。”同日，新城控股集团股份有限公司发布公告致歉、并称：“这场风暴的引发者居然是企业的创始人，深感惶恐、震惊与不安”。
2019年7月10日，普陀区人民检察院以涉嫌猥亵儿童罪对王振华（即上文通报中的王某某）、周燕芬（即上文通报中的周某某）批准逮捕。
2020年5月29日，江苏省人力资源和社会保障厅印发决定，撤销王振华“全国劳动模范”称号，收回奖章、证书等，停止其因获得该荣誉而享有的有关待遇，并追缴其所获奖金等物质奖励。
2020年6月17日，上海市普陀区人民法院对王振华、周燕芬作出作出一审判决，以猥亵儿童罪分别判处王振华有期徒刑五年，周燕芬有期徒刑四年。
该案审判长表示，经法院查明，被告人王振华的行为已构成猥亵儿童罪，但其不属于在公共场所当众实施犯罪，也不具有其他恶劣情节。被告人王振华对不满12周岁的被害人实施猥亵行为并造成被害人轻伤二级的严重后果，依法应从重处罚；被告人王振华到案后及庭审中拒不供认其猥亵的犯罪事实，可酌情从重处罚。——兰天鸣. . 新华每日电讯. 2020-06-18  [2020-09-18]. （原始内容存档于2020-09-18） （中文）.
2020年6月18日，王振华辩护律师陈有西表示，王振华已经明确提起上诉，请求二审判决他无罪。
2020年7月10日，上海市第二中级人民法院立案受理王振华、周燕芬猥亵儿童上诉一案。
2021年5月19日，上海市第二中级人民法院駁回王振华、周燕芬等人的上诉，维持原判。
一些报道称，王振华已于2024年7月初刑满释放。